# 懷特羅克 (伊利諾伊州)
懷特羅克（英語：White Rock）是位於美國伊利諾伊州奧格爾縣的一個非建制地區。該地的面積和人口皆未知。

## 地理
懷特羅克的座標為42°02′01″N 89°08′02″W / 42.03361°N 89.13389°W，而該地的平均海拔高度為250米（即820英尺）。